# Electrofónica
Es un grupo de rock en español colombiano formado en el año 2007, toma su nombre de la fusión de sonidos eléctricos, acústicos y electrónicos. Se caracterizan por integrar el Rock & Roll clásico, el Rock Alternativo y las nuevas tendencias de la Música Electrónica. 
Influenciados por bandas como Mika, Katy Perry, KT Tunstall y Dave Matthews Band, tienen hasta el momento dos producciones: Uno del año 2007 y Electrofónica 2008.

## Integrantes
- Cavito - voz, guitarra eléctrica , guitarra acústica.
- Jorge Villamarín - voz, bajo, teclados.
- Leandro Duque - coros, batería

- Datos: Q5667154